# Justin Norris
Justin Norris, né le 3 juin 1980 à Geraldton, est un nageur australien.

## Biographie
Aux Jeux olympiques d'été de 2000 à Sydney, il remporte la médaille de bronze dans l'épreuve du 200m papillon.